# Wilchiwci (obwód zakarpacki)
Wilchiwci (ukr. Вільхівці lub Вульхуці, rusiń. Вульховцѣ, słow. Vulchovce, węg. Irhóc) – wieś na Ukrainie w obwodzie iwanofrankiwskim, w rejonie tiaczowskim. 
Pierwsza pisemna wzmianka pochodzi z 1389 roku, kiedy to wieś wymieniona została pod nazwą Ilhoba. Inne nazwy to: 1404: Ilhoch; 1406: Ilholcz; 1448: Ilholtz; 1725: Irholcz; 1808: Irholcz, Irhowec, Walchowec, Jalková; 1828: Irholcz, Wulychuwci, Jalowa. Do czasu traktatu w Trianon wieś wchodziła w skład Węgier, następnie z nazwą Vulchovce wchodziła w skład Czechosłowacji. W Vulchovcach, które w latach 1921-1931 nazywały się Oľchovec, znajdował się notariusz miejski, posterunek żandarmerii i poczta.[2] W 1930 r. w mieście żyło 4085 mieszkańców, w tym 3269 Rusinów, 774 Żydów, 20 Czechów i Słowaków, 8 Węgrów i 1 cudzoziemiec. Od 1945 roku wieś należała do Ukraińskiej Socjalistycznej Republiki Radzieckiej, wchodzącej w skład ZSRR, a od 1991 roku wreszcie do niepodległej Ukrainy.